# Quadraceps normifer
Quadraceps normifer är en insektsart som först beskrevs av Grube 1851.  Quadraceps normifer ingår i släktet Quadraceps och familjen fjäderlöss. Arten är reproducerande i Sverige.

## Underarter
Arten delas in i följande underarter:
- Q. n. alpha
- Q. n. normifer
- Q. n. parvopallidus